# Daelim Roadwin R F.I
Die Daelim Roadwin 125 R F.I ist ein Leichtkraftrad mit Viertaktmotor, welches ab 2007 von Daelim gebaut wurde.

## Technische Details
Die Daelim Roadwin 125 R F.I hat einen Einzylinder-Viertaktmotor mit einer Bohrung von 56,5 mm und einem Hub von 49,5 mm bei 124 cm³ Hubraum und einer Leistung von 10,9 kW.
Der Motor hat eine, mit elektrischem Lüfter ausgestattete, Wasserkühlung. Die offene Version erreicht laut Herstellerangaben über 110 km/h. Die Roadwin kann mit einem Führerschein der Klasse A1 gefahren werden. Die Gemischaufbereitung erfolgt mittels Einspritzanlage. Vorne federt eine hydraulische Teleskopgabel mit 130 mm Federweg und hinten ein gasdruckunterstütztes Zentralfederbein mit 28 mm Federweg. Die Leichtmetallgussfelgen mit drei Speichen haben vorn Reifen der Dimension 110/70 – 17 54P und hinten 140/60 – 17 69P. Alternativ werden auch 150/60 – 17 69P verwendet. Zur alltagstauglichen Serienausstattung zählen ein analoger Drehzahlmesser, eine digitale Geschwindigkeitsanzeige mit Multifunktionsanzeige für Tageskilometer, Tank und Uhr. Das Zünd- ist zugleich auch Lenkschloss. Die Maschine verfügt über ein Helmschloss, Haupt- und Seitenständer sowie Halogendoppelscheinwerfer. Der Tank fasst 14,9 lBenzin. Die Maschine verbraucht circa 3–4 l, je nach Fahrweise ist mit der Maschine eine Reichweite von 500 km pro Tankfüllung realistisch.